# جیمز گارلند کوینتل
جیمز گارلند کوینتل (انگلیسی: J. G. Quintel؛ زادهٔ ۱۳ سپتامبر ۱۹۸۲) بازیگر، فیلم‌نامه‌نویس، صداپیشه، پویانما، تهیه‌کننده تلویزیونی، و کارگردان فیلم اهل ایالات متحده آمریکا است. وی از سال ۲۰۰۳ میلادی تاکنون مشغول فعالیت بوده‌است. وی برندهٔ جوایزی همچون جوایز امی ساعات پربیننده شده‌است.